# Jochen Pützenbacher
Jochen Pützenbacher (* 9. März 1939 in Haan als Hans-Jochem Pützenbacher; † 22. August 2019 in Düsseldorf) war ein überwiegend in Luxemburg tätiger deutscher Hörfunkmoderator. 

## Leben
Pützenbacher wurde in Haan geboren und lebte später einige Jahre im benachbarten Solingen. Er wurde 1961 Friseurmeister, arbeitete bis 1965 als Berufsfachschullehrer in Duisburg und Wuppertal und schließlich als Conférencier und Maskenbildner von Werbegalas eines großen Industrieunternehmens. Seine Rundfunkkarriere begann 1970, als er als Sprecher beim deutschen Programm von Radio Luxemburg engagiert wurde und von da an – bis in die 1980er Jahre unter dem Vornamen Jochen – Sendungen vor allem im populären Tagesprogramm moderierte. 1973 machte ihn der damalige Programmdirektor, Frank Elstner, zum Chefsprecher und später zum Unterhaltungschef. In den 1970er und 1980er Jahren war Pützenbacher einer der beliebtesten Moderatoren der Vier fröhlichen Wellen von Radio Luxemburg. 1986 erhielt er zusammen mit seinen RTL-Kolleginnen Helga Guitton und Haidy Jacobi (Adelaide Harbich, Tochter der Schauspielerin Flory Jacobi) den Verdienstorden des Großherzogtums Luxemburg. 1993 wurde er für seine Leistungen mit dem Ehrenlöwen von Radio Luxemburg ausgezeichnet.
Ein Durchbruch als Fernsehmoderator gelang Pützenbacher trotz einiger Versuche (z. B. Micro Macro beim WDR, Mit Schraubstock und Geige beim SWF, die Fernsehadaption seiner Hörfunksendung Ein Tag wie kein anderer bei RTLplus) nicht. Nach dem Ende seiner Hörfunktätigkeit bei RTL (1997) moderierte er noch vereinzelt Galaveranstaltungen und war Dozent an der Deutschen Hörfunkakademie in Oberhausen. 1996 spielte Pützenbacher sich selbst in dem Film Du bist nicht allein – Die Roy Black Story an der Seite von Christoph Waltz.
Nach dem Ende seiner Tätigkeit für RTL lebte Pützenbacher weiterhin in Luxemburg. Die letzten Lebensjahre verbrachte er mit seiner Ehefrau Ilse zurückgezogen in Düsseldorf.

## Auszeichnungen
- 1995: Ritter des Ordens der Eichenkrone
- 1986: Ritter des Verdienstordens des Großherzogtums Luxemburg